# سامانيغو (ألافا)
بلدية سامانيغو (بالإسبانية: Samaniego) هي بلدية تقع في مقاطعة ألافا التابعة لإقليم الباسك شمال إسبانيا.

## الديموغرافيا
يبلغ عدد سكان بلدية سامانيغو 336 نسمة عام 2011 (وفقاً للمعهد الوطني للإحصاء الإسباني).
| 305 | 306 | 311 | 310 | 313 | 319 | 336 |